# 安成貞雄
安成 貞雄（やすなり さだお、1885年4月2日 - 1924年7月23日）は、日本の評論家。

## 来歴
秋田県北秋田郡（現・北秋田市）生まれで、中学までは能代市で育つ。父正治は元長府藩士で、阿仁鉱山の高級機械工を経て、東雲の精錬所に勤務した。弟には歌人の安成二郎、福原信三の秘書を務めた安成三郎がいる。
大館中学校（現・秋田県立大館鳳鳴高等学校）時代は正岡子規選の新聞「日本」に投稿した。また校長排斥ストライキの首謀者として無期停学の処分を受けるが、県知事にかけ合って最終的に校長に辞表を書かせた。
高等工業学校への進学を望んでいた父の願いに背き、作家を志して早稲田大学文学部英文科へ進学。日露戦争の真っ只中であり、文学者の中に反戦気運が広がっていた。白柳秀湖とともにトルストイ研究会の機関誌『火鞭』の発起人となり、主要同人としてトルストイやモーパッサンの重訳に取り組んだ。安部磯雄教授を中心とした早稲田社会学会に接近し、松岡荒村と知り合う。社会主義思想に傾いて、秀湖や山口孤剣らとともに平民社に出入りするようになる。そこで堺利彦や幸徳秋水と出会い、さらに荒畑寒村と深い親交を持つ。しかし革命家よりもあくまで文学者志向であったため、社会主義の実際的活動には携わらず、大学の同級である若山牧水、土岐善麿、佐藤緑葉らとともに回覧雑誌『北斗』を作った。『北斗』の命名者は安成であったとみられる。馬場孤蝶の門を叩き、外国文学も学んだ。隆文館から発行されていた『新声』の編集に携わるようになり、そこで野依秀市と知り合う。
島村抱月の紹介で『二六新報』の記者となるが半年で退社し、その後は『萬朝報』『実業之世界』『やまと新聞』などを転々とした。幸徳事件の際は、管野スガの遺体を引き取った。1912年（大正元年）に大杉栄と荒畑寒村が『近代思想』を創刊するにあたって、弟・二郎とともに編集手伝いをした。1916年（大正5年）、赤木桁平の「遊蕩文学の撲滅」に対して、社会を変革しなければ無意味だとして反論した。
1917年（大正6年）、『中外』創刊とともに副編集長格で入社したが、短期間で終了。腎臓を病んでからは文芸よりも考古学に興味が移り始め、1923年（大正12年）6月の『週刊朝日』に寄稿した「九州考古の旅」が事実上の絶筆となった。
1924年（大正13年）、脳溢血のため死去。39歳没。生涯独身であった。

## 人物
- 生涯に1冊しか著書を残さなかったこともあり現代では忘れられた存在となっているが、大正期の文壇ではその放蕩無頼な性格ゆえに風変わりな人気者であった。
- 若山牧水とは特に親しく、『地球の生滅』の翻訳は牧水の下宿に転がり込んで執筆した。また牧水の中央新聞への就職を世話した。
- 欧米の推理小説の輸入に関わっており、1911年（明治44年）には清風草堂主人の名で、モーリス・ルブランのアルセーヌ・ルパンものの翻案を国内で初めて出版した。実業之世界社が日本初の探偵雑誌を創刊した際も翻訳を寄せた。なおこの筆名を名乗ったのは安成だけではないと推測されている。
- 『萬朝報』時代は懸賞小説欄の審査員を担当し、官憲の圧力で職を得られなかった荒畑寒村と示し合わせて、匿名で投稿させては賞金を与えていた。
- 実業之世界社では月給百円という破格で野依秀市に迎え入れられていたが、ほとんど仕事をしなかった。
- コカイン中毒で、『近代思想』に文芸評論の連載を持っていた頃はいつも〆切に間に合わず、大杉に編集後記で「また安成の野郎が」と、毎号のように愚痴を書かれたという。

## 著書
- 文壇與太話 東雲堂書店 1916.8 (生活と藝術叢書)
- 『安成貞雄文芸評論集』編集委員会 (2004). 安成貞雄その人と仕事. 不二出版. ISBN 978-4835044088
- 地球の生滅（訳）ヰルヘルム・マイァー 三徳社書店 1922 (民衆科学叢書)